# La Loche River
La Loche River är ett vattendrag i Kanada.   Det ligger i provinsen Saskatchewan, i den centrala delen av landet, 2 600 km väster om huvudstaden Ottawa.
I omgivningarna runt La Loche River växer i huvudsak barrskog. Trakten runt La Loche River är nära nog obefolkad, med mindre än två invånare per kvadratkilometer.